# شهرستان لوووک شلانسکی
شهرستان لوووک شلانسکی (به لهستانی: Powiat Lwówek Śląski) یک شهرستان در لهستان است که در استان سیلزی سفلی واقع شده‌است. شهرستان لوووک شلانسکی ۷۰۹٫۹۴ کیلومتر مربع مساحت و ۴۸٬۱۴۴ نفر جمعیت دارد.